# 후나오카촌
후나오카촌(船岡村)은 아키타현 가와베군에 있던 촌이다. 현재의 다이센시 교와 후나오카·교후나자와에 해당한다.

## 역사
- 1889년 4월 1일 - 정촌제 시행에 의해 2촌의 구역으로 성립하였다.
- 1955년 3월 31일 - 센보쿠군 아라카와촌, 미네요시카와촌, 요도가와촌과 합병해 센보쿠군 교와촌이 성립해, 동일 후니오카촌이 폐지되었다.

## 교통

### 철도
일본국유철도 오우본선이 지나가지만 철도노선은 존재하지 않았다.

### 도로
- 국도 13호선